# Isole Morennye
Le isole Morennye (in russo острова Моренные, ostrova Morennye; in italiano "moreniche") sono un gruppo di isole russe che fanno parte dell'arcipelago Severnaja Zemlja e sono bagnate dal mare di Kara.
Amministrativamente, fanno parte del Tajmyrskij rajon del Territorio di Krasnojarsk, nel Distretto Federale Siberiano.

## Geografia
Le isole sono ubicate nella parte settentrionale dell'arcipelago, ad ovest della punta nord dell'isola Komsomolets, nella baia Labirint (залив Лабиринт). È difficile fare un conteggio esatto del numero delle isole a causa del fatto che tutta la baia è poco profonda, le dimensioni di alcune isole sono molto ridotte e sono tutte collegate da banchi di sabbia. Il gruppo di isole più grandi si trova vicino all'uscita della baia; arrivano fino a 1 km di lunghezza. Sono tutte piatte, l'altezza massima è di soli 11 metri e sono composte da arenaria e ghiaia. L'isola più grande ha una serie di piccoli laghi interni, che si trovano principalmente lungo la costa. Le isole Morennye non hanno nomi individuali.